# Sedejki
Sedejki (biał. Сядзейкі, Siadziejki; ros. Седейки, Siediejki) – wieś na Białorusi, w obwodzie grodzieńskim, w rejonie wołkowyskim, w sielsowiecie Werejki, przy drodze republikańskiej P100.
W dwudziestoleciu międzywojennym leżały w Polsce, w województwie białostockim, w powiecie grodzieńskim, w gminie Gudziewicze.
Według Powszechnego Spisu Ludności z 1921 roku wieś zamieszkiwało 209 osób, 182 było wyznania rzymskokatolickiego a 27 prawosławnego. Jednocześnie 207 mieszkańców zadeklarowało polską przynależność narodową a 2 białoruską. Były tu 43 budynki mieszkalne.
Miejscowość należała do parafii rzymskokatolickiej w Repli i parafii prawosławnej w Gudziewiczach.
Podlegała pod Sąd Grodzki w Indurze i Okręgowy w Grodnie; właściwy urząd pocztowy mieścił się w Gudziewiczach.